# 結社
結社（けっしゃ、英語：association）は、共通の目的のために組織される継続的な団体のこと。なお、associationは協会と訳されることが多いが、協会は結社の一形態である。

## 概要
人類の社会形成の歴史の中で血縁と地縁が2大紐帯原理であるが、約束に基づく紐帯原理も原始農耕に前後する時代まで遡れる。一定の約束のもとに個人で形成される約縁集団を利益集団、または結社と呼ぶ。個を重視する結社の仕組みは近代思想への足掛かりとなり、人々の流動性が高まった近世以降の都市社会の発達とともに、多くの人々がなんらかの組織に帰属するようになった。結社は自己実現を目的とした集団として、アイデンティティの拠り所となっていった。
綾部恒雄は結社について次のように定義している。
結社は共通の目的のもと、人為的に結成する、継続的な団体である。自然発生的な共同体・地域社会とは結成の経緯で、集会とは継続性の有無で区別する。
日本では、日本国憲法に定められている「結社の自由」によって、政治的なものだけでなく、さまざまな結社を組織することが保証されている。憲法上では、自然発生的なものを含め、団体の総称が結社である。
しかし、民法上は個人か法人しかなく、法人は民法第三十三条「法人は、この法律その他の法律の規定によらなければ、成立しない。」により、それぞれの法律上の要件を満たさないといけない。民法第三十三条二項「学術、技芸、慈善、祭祀、宗教その他の公益を目的とする法人、営利事業を営むことを目的とする法人その他の法人の設立、組織、運営及び管理については、この法律その他の法律の定めるところによる。 」とある。
組織名は、民法上の法人と誤解を与えることは好ましくない。法人格を有する組織は、「結社」という用語を使用するのではなく法人格を示す用語を使う。法人格を取得していない場合は、俳句・短歌・川柳の団体で用いることがある。左翼団体、右翼団体では、「政治結社」、秘密結社と呼ぶことがある。
結社は「党」「派」「組」「流」「会」「社」など、どのような組織名を名乗っても自由である。しかし、法人格がない場合には、法人と誤解される組織名を名乗ることはできない。たとえば、政党内の派閥が「組」を名乗るなどはあまりなされない。また、日本における「赤十字社」のように、法律によって組織名を規定している団体名は、関係がない者は名乗れない。

## 結社の歴史
民俗学的視点からは、未開社会においては一定の年齢・年齢階級に従い、極めて呪術宗教的な各種のイニシエーション＝加入儀礼を行う。こうした共同体・地域社会では、結社・秘密結社は宗教儀式と密接に関わる。一例としては、後述の「結社#ズニ族の例」も参照。歴史上、最も有名な結社である「フリーメイソン」のグラウンド・ロッジ（本部）が形成されたのは1717年で、300年以上の歴史がある。

## 文学における結社
小説、映画などには「秘密結社」がよく登場するが、現代社会において「結社」の語をよく用いるのは主に歌壇や俳壇や柳壇である。
歌人、俳人、柳人は短歌作品、俳句作品の発表の場として、短歌結社、俳句結社、川柳結社に所属し、その結社の発行する雑誌に投稿するのである。これは明治期に短歌、俳句がそれまでの芸事から、近代的な文学芸術へと改革されて以来の伝統である。
また、漢詩においては中国の北宋の頃から詩人の集まりである「詩社」が結成され、前記の短歌などの結社同様の活動を行っていた。

### 短歌結社の例
- 一般社団法人
  - 未来（2013年7月）
  - 塔（2017年4月）
- 法人以外の組織
  - アララギ
  - あさかげ
  - あすなろ
  - 青垣
  - 碑
  - 茨城歌人
  - 歌と観照
  - 運河
  - 楓
  - 花實
  - 橄欖
  - かりん
  - 関西アララギ
  - 原始林
  - 心の花
  - コスモス
  - 香蘭
  - 好日
  - 国民文学
  - 鼓笛
  - 湖笛
  - サキクサ
  - 作風
  - 樹林
  - 純林
  - 白珠
  - 白南風
  - 日月
  - 新アララギ
  - 新炎
  - 新月
  - 真樹
  - 真人
  - 青南
  - 創作
  - 窓日
  - 創生
  - 草木
  - 醍醐
  - 高嶺
  - 短歌人
  - 短歌新潮
  - 短歌21世紀
  - 地中海
  - 中部短歌会
  - 長風
  - 長流
  - 天象
  - 濤声
  - 冬雷
  - 日本歌人
  - ハハキギ
  - 万象
  - ヒムロ
  - 白夜
  - 鮒
  - 麓
  - ポトナム
  - 歩道
  - 林泉
  - 玲瓏
  - まひる野
  - 水甕
  - 未来山脈
  - 群山
  - やどりぎ
  - 山の辺
  - 不二歌道会
  - 潮音
  - 波濤短歌会

### 俳句結社の例
- 馬酔木
- 海程
- 鷹
- 澤
- ホトトギス
- 渋柿
- 海紅
- 春燈

### 川柳結社の例
- 番傘「番傘川柳」

## ズニ族の例
アメリカ（メキシコ）先住民のズニ族の場合、呪医結社が存在することを、ルース・ベネディクトが紹介している。それによれば、秘伝の知識を、生涯を通して少しずつ学ばせていくとされ、上位の階級に進むごとに、その入会式の際に教えられる。また、この呪医に治療され、回復した患者も、その医師の集団（結社）の正式な成員にならねばならないという決まりがある（治療した患者が多ければ、会員も増えることになる）。
ズニ族の考え方では、「戦闘儀礼の結社」「狩猟儀礼の結社」「道化儀礼の結社」といったこれら諸々の結社は、呪医結社と一緒であると定義されている。ただ、R・ベネディクトは異なる点も指摘しており、例えば、戦闘結社に入るためには、「誰かを殺した人のみ」と定められており、この時、殺害した事情は全く問題としていない。そこには、血を流した人達は誰でも「自分の生命を救う」ため、生命を奪われる危険から逃れるために加わるという考えに基づき、この戦闘結社に入った者は、村の治安を維持する義務が課せられる。狩猟結社の成員も男だけの会員であり、医師ではなく、道化結社も呪医とは異なるとしている。しかし、著しい相違が確認できるにもかかわらず、ズニ族はこれら諸々の結社を呪医結社と一つのものと考えている。

### 文学に関するもの
短歌結社、俳句結社、川柳結社については#短歌結社の例、#俳句結社の例、#川柳結社の例、を参照
- 詩 - 定型詩
- 和歌 - 短歌 - 俳句 - 川柳
- 文学
- 同人 - 同人サークル

### 歴史上の用語
- 結衆
- 社中
- 連中
- 一揆
- ギルド
- クラブ

### 歴史上の事件・結社（日本）
- 蛮社の獄
- 海援隊
- 明六社

### 歴史上の事件・結社（世界）
- フリーメイソン
- 幇
- タギー（サギー教・サッグ団とも） - 殺人結社（女神カーリーも参照）。殲滅されて現在は存在しない結社。

### 結社への規制
- 保安条例
- 集会条例
- 治安維持法

### その他
- 団体 - 社団 - 権利能力なき社団
- 法人
- 政党 - 特に右翼団体は、「結社」（「政治結社」など）を含む団体名の物も多い。
- 企業 - 会社 - 組合・労働組合・協同組合
- 非営利団体（NPO）
- 日蓮宗 - 小規模の布教所を「結社」と称する[6]
- バンド - 集団を意味する。用例として熊本バンド、ロックバンドなど。